# Scotorepens
A Scotorepens az emlősök (Mammalia) osztályának a denevérek (Chiroptera) rendjéhez, ezen belül a kis denevérek (Microchiroptera) alrendjéhez és a simaorrú denevérek (Vespertilionidae) családjához tartozó nem.
A Scotorepens-fajok korábban a Nycticeius nembe tartoztak.

## Rendszerezés
A nembe az alábbi 4 faj tartozik:
- Scotorepens balstoni - korábban Nycticeius balstoni
- Scotorepens greyii - korábban Nycticeius greyii
- Scotorepens orion típusfaj
- Scotorepens sanborni - korábban Nycticeius sanborni